# Discestra castrae
Discestra castrae là một loài bướm đêm trong họ Noctuidae.